# Chone heterochaeta
Chone heterochaeta är en ringmaskart som beskrevs av Hofsommer 1913. Chone heterochaeta ingår i släktet Chone och familjen Sabellidae. Inga underarter finns listade i Catalogue of Life.